# ヒンデンブルグ 第三帝国の陰謀
『ヒンデンブルグ 第三帝国の陰謀』（ - だいさんていこくのいんぼう、Hindenburg ）は、2011年のドイツのテレビ映画。1937年にアメリカ合衆国で起きたヒンデンブルク号爆発事故を題材としたサスペンス映画である。日本では2013年に劇場公開された。

## ストーリー
グライダーの事故で湖に不時着したマーテン・クルーガーは、湖畔に居合わせた美しい娘ジェニファーに命を助けられる。
ジェニファーはファースト・ネームだけを名乗り立ち去ったが、実はアメリカの石油会社の社長令嬢だった。
その夜、偶然にもアメリカ領事館のパーティーで再会する二人だが、マーテンはジェニファーにフリッツという婚約者がいることを知る。
ジェニファーの父エドワードが病に倒れ、ジェニファーは母ヘレンとともに急遽帰国の途につくこととなる。
ジェニファーが乗船するヒンデンブルグ号は、マーテンが勤めるツェッペリン社の飛行船でありマーテン自身も設計にかかわっていた。
飛行場で出港準備を見届けるマーテンのもとに、ツェッペリン社の会長エッケナーからジェニファーとヘレンを何としてでも下船させるよう指令が届く。

## キャスト
- マーテン・クルーガー - マキシミリアン・ジモニシェック（ドイツ語版）： ツェッペリン社設計技師。
- ジェニファー・ヴァンザント - ローレン・リー・スミス： 米国の石油会社の社長令嬢。
- エドワード・ヴァンザント - ステイシー・キーチ： ジェニファーの父。米国の石油会社社長。
- ヘレン・ヴァンザント - グレタ・スカッキ： ジェニファーの母。
- アルフレート・ザウター - ヒンネルク・シェーネマン： マーテンの幼なじみ。ヒンデンブルク号乗員。
- カウフマン - ユストゥス・フォン・ドナーニー： ビジネスマン。
- ブローカ - ハンネス・イェーニッケ（ドイツ語版）： ブロードウェイの芸人。
- アンナ・ケルナー - クリスティアーネ・パウル： 裕福なユダヤ人一家の妻。
- ゴットフリート・ケルナー - ピエール・ベッソン（ドイツ語版）： アンナの夫。アルゼンチンへの移住を計画。
- エルドマン - ヴォータン・ヴィルケ・メーリング： ヒンデンブルク号乗員。
- フリッツ・リッテンベルク - アンドレーアス・ピーチュマン（ドイツ語版）： ジェニファーの婚約者。
- フーゴー・エッケナー - ハイナー・ラウターバッハ： ツェッペリン社会長。
- オリヴィア・ノリス - ミーガン・ゲイ（ドイツ語版）： ヴァンザント社長の秘書。ドイツのスパイ。
- エルンスト・レーマン - ウルリッヒ・ヌーテン： ツェッペリン社社長。ヒンデンブルク号に搭乗。
- マックス・プルス（ドイツ語版） - ユルゲン・ショルナゲル（ドイツ語版）： ヒンデンブルク号船長。
- シュミット - アントニオ・モノー・Jr： ヒンデンブルク号の電信技師。オタク気味。

## 製作
この作品は2011年にドイツで前後編計180分のTV映画として製作され、同年2月6日に前編、翌7日に後編がRTLテレビジョン（ドイツ）とORF2（オーストリア）で初放送された。その後、110分の劇場公開映画として編集され、2013年に日本での公開となった。